# Mục Hoàng Hoa
Mục Hoàng Hoa (chữ Hán: 穆黃花) là hoàng hậu thứ ba của Bắc Tề Hậu Chủ Cao Vĩ trong lịch sử Trung Quốc.

## Tiểu sử
Mục Hoàng Hoa còn có tên khác Mục Xá Lợi (穆舍利) hay Mục Tà Lợi (穆邪利). Không rõ ngày sinh của bà.
Mẹ Mục Hoàng Hoa là Mục Khinh Tiêu (穆輕霄), ban đầu là người hầu trong phủ của Mục Tử Luân (穆子倫) và được mang họ Mục. Sau đó, không rõ lý do, Mục Khinh Tiêu trở thành người hầu trong phủ của Tống Khâm Đạo (宋欽道), tại đây bà mang thai và sinh ra Mục Hoàng Hoa (không xác định cha ruột Mục Hoàng Hoa là ai, nhiều người cho là Tống Khâm Đạo). Vợ của Tống ghen tuông, xăm chữ Tống lên mặt của Mục Khinh Tiêu. Sau khi Tống bị giết trong cuộc nội chiến năm 560 giữa đại tướng Dương Âm (chỗ thâm giao với Tống) và hoàng thúc của Phế Đế là Cao Diễn, Mục Hoàng Hoa nhập cung làm cung tỳ. Dưới triều đại Cao Vĩ, Mục thị hầu hạ Hộc Luật hoàng hậu. Sau đó được Cao Vĩ sủng hạnh, sắc phong Phu Nhân. Dưỡng mẫu Cao Vĩ là Lục Lệnh Huyên, muốn củng cố thế lực trong cung, tự đề xuất trở thành nghĩa mẫu của Mục Hoàng Hoa. Lục Lệnh Huyên cho con trai là Lạc Đề Bà đổi họ thành Mục, trở thành Mục Đề Bà.

## Tiền trình

### Phu nhân
Mùa hè năm 570, Mục phu nhân hạ sinh người con trai đầu lòng cho Cao Vĩ - được đặt tên là Cao Hằng, Cao Vĩ vì thế đã tuyên bố đại xá. Lục Lệnh Huyên, vốn đang là nhũ mẫu, muốn Cao Hằng về sau làm hoàng thái tử và hoàng đế, lo sợ rằng Hộc Luật hoàng hậu sẽ phản đối việc này, nên bà ta đưa Cao Hằng cho Hộc Luật hậu nuôi dưỡng. Vào mùa đông năm 570, Cao Vĩ lập Cao Hằng làm hoàng thái tử.
Năm 572, cha của Hộc Luật hậu là Hộc Luật Quang bị vu khống tạo phản. Gia tộc Hộc Luật hầu như đều bị thảm sát. Hộc Luật hậu bị phế làm thứ nhân, sau bị biếm làm ni cô. Lục Lệnh Huyên muốn đưa Mục Hoàng Hoa trở thành Kế hậu, song Hồ thái hậu lại muốn cháu gái bà là Hồ thị trở thành Hoàng hậu. Tuy nhiên, Hồ thái hậu cho rằng mình không đủ khả năng thuyết phục nhi tử, nên bà đã đem quà tặng cho Lục Lệnh Huyên. Lục Lệnh Huyên cũng nhận thấy Cao Vĩ sủng ái Hồ thị, đành cùng Tổ Thỉnh đề xuất lập Hồ thị làm Hoàng hậu, Cao Vĩ đã chấp thuận điều này. Mùa thu năm 572, Hồ thị được lập thành Tân hoàng hậu.

### Hữu Hoàng hậu
Tuy nhiên, Lục Lệnh Huyên vẫn không chấm dứt hy vọng đưa Mục phu nhân làm hoàng hậu, bà ta nói với Cao Vĩ: "Làm sao mà một người con trai làm hoàng thái tử còn mẫu thân là một người hầu, một người thiếp?". Tuy nhiên, vì Cao Vĩ sủng ái Hồ hoàng hậu, Lục Lệnh Huyên đã không thực hiện được mong muốn của mình, và quay sang nhờ phù thủy dùng yêu thuật ám hại Hồ hậu. Sử sách ghi rằng trong vòng một tháng, Hồ hậu bắt đầu thể hiện các triệu chứng rối loạn tâm thần, thường lẩm bẩm một mình hoặc cười mà không có nguyên nhân. Cao Vĩ bắt đầu lo sợ và không còn sủng ái bà nữa. Vào mùa đông năm 572, Lục Lệnh Huyên cho Mục phu nhân mặc y phục Hoàng hậu và đưa vào một cái lều, vây quanh là các đồ trang sức lộng lẫy, và sau đó kể với Cao Vĩ "Hãy để ta chỉ cho hoàng thượng một thánh nữ". Khi Cao Vĩ trông thấy Mục phu nhân, Lục Lệnh Huyên nói rằng "Nếu một người phụ nữ xinh đẹp như thế này không trở thành hoàng hậu, thì ai sẽ đủ tiêu chuẩn trở thành hoàng hậu?". Cao Vĩ đồng ý với nhũ mẫu, và lập Mục Hoàng Hoa làm "hữu hoàng hậu", còn Hồ hậu có tước hiệu là "tả hoàng hậu".

### Hoàng hậu
Khoảng tết năm 573, Lục Lệnh Huyên đã vu cáo với Hồ thái hậu rằng Hồ hậu đã phỉ báng phẩm hạnh của Thái hậu, Thái hậu tức giận nên đã không thẩm tra lại thông tin và lệnh trục xuất Hồ hậu ra khỏi cung, và sau đó bảo Cao Vĩ phế truất. Vào mùa xuân năm đó, Cao Vĩ phong Mục hữu hoàng hậu làm Hoàng hậu duy nhất.
Trong triều đình, vấn đề tham nhũng trở nên nghiêm trọng, cùng với việc bản thân Cao Vĩ sống xa hoa và phung phí, liên tục cho xây dựng các cung điện và thậm chí là kéo đổ chúng rồi cho trùng tu, quốc khố Bắc Tề lâm vào tình trạng kiệt quệ. Vì muốn làm lại bộ y phục dính ngọc trai trước đây của Hồ hoàng hậu, đã bị phá hủy trong một vụ hỏa hoạn, Cao Vĩ cho mua ngọc trai từ kình địch Bắc Chu, nhưng bị từ chối bán. Tuy nhiên, sau đó, không hiểu vì sao lại tìm đủ số ngọc trai cần có.
Mục hoàng hậu xem Lục Lệnh Huyên như mẹ ruột, Mục Đề Bà như em trai mà quên mất mẹ ruột mình là Mục Khinh Tiêu. Lục Lệnh Huyên được nhậm chức Thái Cơ (太姬), danh hiệu chỉ dành cho mẹ đẻ Hoàng hậu theo quy định Bắc Tề. Mục Khinh Tiêu cho rằng con gái không chịu gặp mình vì xấu xí do vết xăm. Bà cố gắng xóa xăm và tìm gặp con gái, nhưng vô hiệu, Lục Lệnh Huyên đã ngăn cấm bà.
Theo thời gian, Mục hậu dần bị thất sủng bởi các phi tần khác. Một ngày, bà nghĩ ra cách dâng người hầu là Phùng Tiểu Liên cho vua, hy vọng nếu Tiểu Liên đắc sủng thì mình cũng được hưởng công một ít. Song, từ khi có mỹ nhân họ Phùng trong tay, chẳng những thất sủng mấy trăm phi tần, Cao Vĩ còn không ngó ngàng gì đến Hoàng hậu Bắc Tề lúc này. Cao Vĩ mê đắm Tiểu Liên hết mực, cùng nàng thề nguyền suốt đời suốt kiếp ở bên nhau. Ngoài việc xây biết bao cung điện cho nàng, nhà vua còn có ý phế truất Mục hậu để sắc phong Tiểu Liên. Tuy nhiên Tiểu Liên vì nhớ ơn chủ cũ nên đã từ chối.

### Thái thượng hoàng hậu
Năm 576, kình địch Bắc Chu tiến hành một cuộc tấn công lớn nhằm vào Bắc Tề. Tin tưởng vào lời của những nhà chiêm tinh về điềm báo rằng ngôi vị hoàng đế cần phải thay đổi, Cao Vĩ đã quyết định truyền ngôi lại cho Cao Hằng, và vào mùa xuân năm 577, vị hoàng thái tử nhỏ tuổi đã đăng cơ làm hoàng đế, Cao Vĩ vẫn nắm quyền lực trên thực tế và trở thành Thái thượng hoàng. Tôn phong Hồ thái hậu là Hồ thái hoàng thái hậu, trong khi Mục hậu trở thành Thái thượng hoàng hậu.
Mùa xuân năm 577, tấn công kinh đô Nghiệp Thành. Bắc Tề sụp đổ. Hoàng tộc Bắc Tề bị Bắc Chu bắt giữ và giải về Trường An.

## Sau khi Bắc Tề diệt vong
Hoàng tộc Bắc Tề bị giết tại Trường An. Mục hậu tuy không bị giết nhưng phải sống lưu vong. Bà và mẹ chồng là Hồ thái hậu vào đất Bắc Chu, xin vào thanh lâu làm kỹ nữ. Nhiều người nghe tin, đến thanh lâu xem tận mặt.
Tương truyền, trong những ngày ở thanh lâu, Hồ thái hậu nói với con dâu Mục Hoàng Hoa rằng: Vi hậu bất như vi xương cánh lạc thú (nghĩa là: "làm hoàng hậu không sung sướng bằng làm kỹ nữ").
Sau đó, không còn ghi chép lịch sử nào về Mục Hoàng Hoa, không biết khi nào qua đời.